# Jaume II Appiani
Jaume II Appiani (Piombino 1401-1441) fou fill de Gerard Lleonard Appiani. Fou senyor de Piombino, Scarlino, Populonia, Suvereto, Buriano, Abbadia al Fango, Vignale i de les illes d'Elba, Montecristo, Pianosa, Cerboli i Palmaiola i senyor de Monteverde (1431-1433), comte palatí del sacre imperi, cavaller investit pels magistrats de la República de Florència el 1405 i ciutadà de Florència el 1405. Va morir probablement enverinat el 27 de desembre de 1441. Es va casar amb Donella Fieschi, filla de Luca Fieschi de la família dels comtes de Lavagna, general florentí mort el 1467 a Pisa.
en.Iacopo II Appiani